# Werner Marxer
Werner Marxer (* 1950 in Nendeln) ist ein liechtensteinischer Künstler und ehemaliger Polizeichef der liechtensteinischen Landespolizei.

## Leben
Marxer absolvierte von 1966 bis 1969 eine Ausbildung zum Chemielaborant. Von 1970 bis 1971 besuchte er die Polizeischule der Kantonspolizei Zürich. Nach seinem dortigen Abschluss trat er 1971 dem Fürstlich Liechtensteinischen Sicherheitskorps, der späteren Landespolizei, bei. 1987 wurde er Leiter der Fahndungspolizei (heute: Kriminalpolizei). Der bisherige Leiter der Fahndungspolizei, Heinz Hassler, war im Juli 1986 im Dienst erschossen worden. Im September 1989 wurde Marxer, zu diesem Zeitpunkt Polizeileutnant, von der Regierung des Fürstentums Liechtenstein zum Polizeichef der liechtensteinischen Landespolizei bestellt. Diesen Posten bekleidete er bis 1997.
Neben seiner polizeilichen Karriere war Marxer ebenfalls künstlerisch interessiert. So nahm er von 1991 bis 1992 Zeichenunterricht bei Theo Dannecker in Zürich und besuchte von 1993 bis 1997 die Kunstschule Liechtenstein. Nach seinem Ausscheiden aus dem Polizeidienst wurde er als freischaffender Künstler tätig. Zwischen 2000 und 2001 absolvierte er Studienreisen in verschiedene europäische Länder. 2003 besuchte er die Lithowerkstatt Treptow in Berlin. 2007 erhielt er ein Atelierstipendium des liechtensteinischen Kulturbeirats.
Marxer ist Vater zweier Kinder und lebt seit 2002 in Lütisburg im Kanton St. Gallen.